# فلیکس کاندل
فلیکس سالامونویچ کاندل (روسی: Феликс Соломонович Ка́ндель؛ زادهٔ ۱۹۳۲ میلادی) نویسنده و فیلم‌نامه‌نویس یهودی اهل روسیه است.
از فیلم‌ها یا مجموعه‌های تلویزیونی که وی در آن‌ها نقش داشته است، می‌توان به خرگوش بلا و گرگ ناقلا اشاره نمود.